# Мидори
Мидори (на английски: Midori) е артистичен псевдоним на американската порнографска актриса, певица и рап изпълнителка Michele Evette Watley, родена на 19 юли 1968 г. в град Дърам, Северна Каролина, САЩ.
През 2009 г. е включена в залата на славата на AVN.

## Награди
- 2009: Inducted into the AVN Hall of Fame[1]
- 2008: Inducted into Legends of Erotica Hall of Fame
- 2001: AVN награда Best Supporting Actress (Westside)
- 1998: AVN награда Best Ethnic-Themed Video (Midori's Flava) & Trophy Girl
- 1998: Nitemoves Awards Best Actress-Editor's Choice and Live Musical Performer